# Stazione meteorologica di Isernia
La stazione meteorologica di Isernia è la stazione meteorologica di riferimento relativa alla città di Isernia.

## Coordinate geografiche
La stazione meteo si trova nell'Italia meridionale, in Molise, nel comune di Isernia, ad un'altezza di 402 metri s.l.m. e alle coordinate geografiche 41°36′N 14°13′E.

## Dati climatologici
In base alla media trentennale di riferimento 1961-1990, la temperatura media del mese più freddo, gennaio, si attesta a +5,9 °C; quella del mese più caldo, agosto, è di +23,5 °C  .
| Isernia            | Mesi | Mesi | Mesi | Mesi | Mesi | Mesi | Mesi | Mesi | Mesi | Mesi | Mesi | Mesi | Stagioni | Stagioni | Stagioni | Stagioni | Anno |
| Isernia            | Gen  | Feb  | Mar  | Apr  | Mag  | Giu  | Lug  | Ago  | Set  | Ott  | Nov  | Dic  | Inv      | Pri      | Est      | Aut      | Anno |
| ------------------ | ---- | ---- | ---- | ---- | ---- | ---- | ---- | ---- | ---- | ---- | ---- | ---- | -------- | -------- | -------- | -------- | ---- |
| T. max. media (°C) | 9,6  | 10,5 | 13,1 | 16,7 | 21,4 | 26,0 | 29,1 | 29,8 | 25,4 | 18,7 | 13,5 | 11,4 | 10,5     | 17,1     | 28,3     | 19,2     | 18,8 |
| T. min. media (°C) | 2,2  | 2,6  | 4,8  | 7,6  | 11,0 | 14,5 | 17,0 | 17,1 | 14,8 | 9,9  | 6,3  | 4,5  | 3,1      | 7,8      | 16,2     | 10,3     | 9,4  |